# Marija Kozyreva
Marija Aleksandrovna Kozyreva (in russo Мария Александровна Козырева?; Russia, 22 maggio 1999) è una tennista russa.

## Biografia
Marija Kozyreva ha vinto 1 titolo in singolare e 15 titoli in doppio nel circuito ITF in carriera. Il 22 luglio 2024 ha raggiunto il best ranking in singolare raggiungendo la 342ª posizione mondiale, mentre il 16 giugno 2025 ha raggiunto la 101ª posizione in doppio.
Ha fatto il suo debutto nel circuito maggiore al Guadalajara Open 2024, dove è stata sconfitta nel primo turno delle qualificazioni dalla testa di serie numero 6 Taylah Preston. Nel doppio accede al suo primo tabellone principale e partecipa insieme alla giocatrice di casa Renata Zarazúa, ma vengono eliminate all'esordio dalla coppia britannica Samantha Murray Sharan e Eden Silva.
Il 7 giugno 2025, Marija si aggiudica il primo titolo WTA 125 della carriera in doppio all'Open delle Puglie, a Bari, dove in coppia con la bielorussa Iryna Šymanovič hanno sconfitto in finale la coppia prima testa di serie formata dalla statunitense Quinn Gleason e dalla brasiliana Ingrid Martins con il punteggio di 3-6, 6-4, [10-7]. Otto giorni dopo, Kozyreva e Šymanovič bissano il successo al BBVA Open Internacional de Valencia sconfiggendo in finale le giocatrici di casa Yvonne Cavallé Reimers e Ángela Fita Boluda con il punteggio di 6-3, 6-4.

## Circuito WTA 125

### Doppio

#### Vittorie (2)
| N. | Data           | Torneo                                   | Superficie  | Compagna        | Avversarie in finale                      | Punteggio        |
| 1. | 7 giugno 2025  | Open delle Puglie, Bari                  | Terra rossa | Iryna Šymanovič | Quinn Gleason Ingrid Martins              | 3-6, 6-4, [10-7] |
| 2. | 15 giugno 2025 | Open Internacional de Valencia, Valencia | Terra rossa | Iryna Šymanovič | Yvonne Cavallé Reimers Ángela Fita Boluda | 6-3, 6-4         |

## Statistiche ITF

### Singolare

#### Vittorie (1)
| Torneo $100.000 (0) |
| Torneo $80.000 (0)  |
| Torneo $60.000 (0)  |
| Torneo $40.000 (1)  |
| Torneo $25.000 (0)  |
| Torneo $15.000 (0)  |

| N. | Data          | Torneo                                       | Superficie  | Avversaria in finale | Punteggio     |
| 1. | 31 marzo 2024 | Circuito Feminino Future de Tênis, San Paolo | Terra rossa | Miriana Tona         | 5-7, 6-0, 6-3 |

#### Sconfitte (1)
| Torneo $100.000 (0) |
| Torneo $80.000 (0)  |
| Torneo $60.000 (0)  |
| Torneo $40.000 (0)  |
| Torneo $25.000 (0)  |
| Torneo $15.000 (1)  |

| N. | Data          | Torneo                        | Superficie | Avversaria in finale | Punteggio           |
| 1. | 5 giugno 2022 | RSF Pro Open, Rancho Santa Fe | Cemento    | Talia Gibson         | 6(4)-7, 6-3, 6(5)-7 |

### Doppio

#### Vittorie (15)
| Torneo $100.000 (2) |
| Torneo $80.000 (1)  |
| Torneo $60.000 (2)  |
| Torneo $40.000 (2)  |
| Torneo $25.000 (6)  |
| Torneo $15.000 (2)  |

| N.  | Data             | Torneo                                                   | Superficie  | Compagna              | Avversarie in finale                  | Punteggio            |
| 1.  | 6 luglio 2019    | Cancun Tennis Cup, Cancún                                | Cemento     | Hind Abdelouahid      | Ingrid Martins Eduarda Piai           | 7-6(0), 6-4          |
| 2.  | 4 giugno 2022    | Rancho Santa Fe Open, Rancho Santa Fe                    | Cemento     | Veronika Mirošničenko | Solymar Colling Claudia Armenteras    | 6-1, 6-3             |
| 3.  | 30 luglio 2022   | Dallas Tennis Open, Dallas                               | Cemento     | Veronika Mirošničenko | Jessie Aney Jessica Failla            | 6-4, 6(7)-7, [10-5]  |
| 4.  | 22 ottobre 2022  | Fort Worth Pro Tennis Classic, Fort Worth                | Cemento     | Katarina Kozarov      | Allura Zamarripa Maribella Zamarripa  | 6-4, 6(12)-7, [10-7] |
| 5.  | 29 ottobre 2022  | Christus Health Pro Challenge, Tyler                     | Cemento     | Ashley Lahey          | Jaeda Daniel Nell Miller              | 7-5, 6-2             |
| 6.  | 15 maggio 2023   | Ambassadori Tennis Open, Kachreti                        | Cemento     | Stacey Fung           | Aglaja Fedorova Dar'ja Šaŭcha         | 7-5, 7-5             |
| 7.  | 20 maggio 2023   | Ambassadori Tennis Open, Kachreti                        | Cemento     | Ekaterina Ovčarenko   | Anastasija Zolotarëva Rada Zolotarëva | 7-5, 6-3             |
| 8.  | 10 giugno 2023   | La Marsa Open, La Marsa                                  | Cemento     | Wei Sijia             | Hiroko Kuwata Kateryna Volodko        | 5-7, 6-4, [10-6]     |
| 9.  | 20 gennaio 2024  | Germain BMW of Naples, Naples                            | Terra verde | Elvina Kalieva        | Isabelle Haverlag Lia Karatančeva     | 6-0, 6-0             |
| 10. | 10 febbraio 2024 | Saddlebrook Resort, Wesley Chapel                        | Terra verde | Marija Kononova       | Weronika Falkowska Leonie Küng        | 7-5, 6-1             |
| 11. | 5 aprile 2024    | Engie Open Florianópolis, Florianópolis                  | Terra rossa | Marija Kononova       | Katarina Jokić Rebeca Pereira         | 6-4, 6-3             |
| 12. | 6 ottobre 2024   | Rancho Santa Fe Open, Rancho Santa Fe                    | Cemento     | Marija Kononova       | Haley Giavara Rasheeda McAdoo         | 6-2, 7-6(4)          |
| 13. | 19 aprile 2025   | Florida's Sports Coast Open, Zephyrhills                 | Terra verde | Iryna Šymanovič       | Maria Mateas Alana Smith              | 6-4, 6-1             |
| 14. | 26 aprile 2025   | Boyd Tinsley Women's Clay Court Classic, Charlottesville | Terra verde | Iryna Šymanovič       | Kayla Cross Petra Hule                | 7-5, 7-5             |
| 15. | 4 maggio 2025    | FineMark Women's Pro Tennis Championship, Bonita Springs | Terra verde | Iryna Šymanovič       | Makenna Jones Angela Kulikov          | 6-2, 6-2             |

#### Sconfitte (6)
| Torneo $100.000 (0) |
| Torneo $80.000 (0)  |
| Torneo $60.000 (2)  |
| Torneo $40.000 (1)  |
| Torneo $25.000 (2)  |
| Torneo $15.000 (1)  |

| N. | Data             | Torneo                                           | Superficie  | Compagna              | Avversarie in finale                 | Punteggio        |
| 1. | 11 giugno 2022   | San Diego Women's, San Diego                     | Cemento     | Veronica Mirošničenko | Kimmi Hance Makenna Jones            | 3-6, 3-6         |
| 2. | 11 novembre 2022 | Fighting Illini Women's Tennis Open, Champaign   | Cemento     | Marija Kononova       | Katherine Duong Megan Heuser         | 0-6, 6(5)-7      |
| 3. | 18 novembre 2023 | H-E-B Women's Pro Tennis Open, Austin            | Cemento     | Ashley Lahey          | Han Jiangxue Huang Yujia             | 5-7, 6-2, [8-10] |
| 4. | 27 aprile 2024   | Boar's Head Resort Women's Open, Charlottesville | Terra verde | Marija Kononova       | Emily Appleton Quinn Gleason         | 6(5)-7, 1-6      |
| 5. | 23 novembre 2024 | MNO Tennis Series, Boca Raton                    | Terra verde | Marija Kononova       | Alicia Herrero Liñana Anna Rogers    | 2-6, 1-6         |
| 6. | 31 gennaio 2025  | NECC-DECCAN ITF Women's, Pune                    | Cemento     | Iryna Šymanovič       | Alevtina Ibragimova Elena Pridankina | 2-6, 6-1, [8-10] |